# Jennifer Luikham
Jennifer Luikham (* 3. Oktober 1999) ist eine indische Tennisspielerin.

## Karriere
Luikham, die mit sieben Jahren das Tennisspielen begann, bevorzugt dabei laut  ITF-Profil Sandplätze. Sie spielt überwiegend Turniere auf der ITF Women’s World Tennis Tour, wo sie bislang zwei Doppeltitel gewinnen konnte.
Ihr erstes Profiturnier spielte sie im Februar 2014 in Neu-Delhi, im Oktober 2017 erreichte sie das Viertelfinale beim mit 15.000 US-Dollar dotierten Turnier in Colombo, im Mai 2018 ebenfalls das Viertelfinale in Antalya, sowie Ende April 2019 an gleicher Stelle. Anfang Mai stand sie sowohl im Finale des Einzels als auch im Finale des Doppels in Antalya.

## Turniersiege

### Doppel
| Nr. | Datum             | Turnier  | Kategorie | Belag     | Partnerin        | Finalgegnerinnen                      | Ergebnis         |
| --- | ----------------- | -------- | --------- | --------- | ---------------- | ------------------------------------- | ---------------- |
| 1.  | 3. September 2022 | Monastir | ITF W15   | Hartplatz | Honoka Kobayashi | Anastasia Iamachkine Teja Tirunelveli | 6:3, 0:6, [10:5] |
| 2.  | 1. Oktober 2022   | Monastir | ITF W15   | Hartplatz | Dong Na          | Abigail Amos Arabella Koller          | 6:7, 6:4, [10:6] |